# Зіммоцгайм
Зіммоцгайм (нім. Simmozheim) — громада в Німеччині, знаходиться в землі Баден-Вюртемберг. Підпорядковується адміністративному округу Карлсруе. Входить до складу району Кальв.
Площа — 9,50 км2. Населення становить 2877 ос. (станом на 31 грудня 2020).